# Edwards (Nowy Jork)
Edwards – miasto w Stanach Zjednoczonych, w stanie Nowy Jork, w hrabstwie St. Lawrence.